# República Socialista d'Eslovènia
La República Socialista d'Eslovènia (en eslovè: Socialistična republika Slovenija) fou un estat socialista integrant de la República Federal Socialista de Iugoslàvia des de 1944 fins a 1991, el predecessor de la moderna Eslovènia. Va ser la més pròspera de les sis repúbliques socialistes iugoslaves.
Ljubljana n'era la capital, i ho continuà sent després de la independència.

## Origen
El 29 de novembre de 1945, l'Assemblea Constituent Iugoslava va celebrar una sessió en què es va decidir que Iugoslàvia estaria composta per sis repúbliques: Eslovènia, Croàcia, Bòsnia i Hercegovina, Montenegro, Sèrbia i Macedònia. Al cap de poc temps, el Partit Comunista va començar a perseguir els que es va oposar al sistema de partit únic comunista. El 30 de gener de 1946, l'Assemblea Constituent va aprovar la Constitució de la República Popular Federativa de Iugoslàvia.

## Final
El 1990, la Lliga dels Comunistes de Iugoslàvia va permetre l'aparició d'altres partits polítics, cosa que va democratitzar el país. El 8 de març d'aquell any, el govern eslovè decidí canviar el nom del país per l'actual, República d'Eslovènia, cosa que eliminava les connotacions comunistes. Un any després, el 25 de juny de 1991, Eslovènia declararia la total independència, que desembocaria en la Guerra dels deu dies.
La guerra finalitzaria el 6 de juliol, amb victòria dels eslovens i la consolidació de la independència: el nou govern seria reconegut per la comunitat internacional. Aquest conflicte seria el principal detonant de la Guerra dels Balcans, que finalitzarien amb la dissolució definitiva de Iugoslàvia.